# Wipers
Wipers es una banda de punk rock, formada en Portland, Estados Unidos, en el año 1977 por Greg Sage (vocalista/guitarrista), Dave Koupal (bajista) y Sam Henry (baterista). La estructura estricta en su música y el uso de grandes distorsiones han sido aclamadas como extremadamente influyentes por innumerables críticos y músicos. La banda es considerada la primera banda punk en el noroeste del Pacífico.

## Biografía
En 1979 sacan su álbum debut, titulado "Is This Real?", que fue grabado por la discográfica Park Avenue Records. Este disco incluye dos canciones (D-7 y Return Of The Rat) que fueron versionadas por Nirvana, y aparecen en su disco With The Lights Out.
Este disco se caracteriza por el gran dominio de la guitarra por parte de Sage y ritmos excelentes mezclados con Rock Under; en el cual fue su primer disco de estudio, y con el cual consiguieron muchos admiradores en la zona oeste de Estados Unidos.[cita requerida]
Dos años después, sacan "Youth of America", un álbum más producido que el anterior, con el cual la banda va definiendo un estilo propio. Su tercer disco, "Over the Edge", aparece en 1983, y luego en 1985 graban el disco "The Wipers".
En 1986 sacan "Land of the Lost", y en 1987 "Follow Blind", época por la cual ya tenían algo de éxito en Europa, en donde dieron varios recitales que fueron grabados y llegaron a tener bastante éxito. Su formación en esa época era Greg Sage en la guitarra y vocales, Steve Poluf en batería y Brad Davidson en el bajo.
En 1988 graban "The Circle", tras lo cual la banda se separa al año siguiente.

## Colaboraciones
Sage se unió a varios músicos en algunas ocasiones, y sacaron más tarde los discos Best of the Wipers and Greg Sage (1991), Silver Sail (1993), The Herd (1996), Power in One (1999) y Wipers Box Set (2001).

## Discografía

### Álbumes de estudio
- Is This Real? (1980)
- Youth of America (1981)
- Over the Edge (1983)
- The Wipers (1985)
- Land of the Lost (1986)
- Follow Blind (1987)
- The Circle (1988)
- Silver Sail (1993)
- The Herd (1996)
- Power in One (1999)